# Mányai Lajos
Mányai Lajos, született Mandl (Budapest, 1912. február 10. –‎ Budapest, 1964. november 24.) Jászai Mari-díjas színész, érdemes művész.

## Élete
Édesapja Mányai Zsigmond operaénekes, édesanyja Krausz Flóra volt. Fia inkább a prózát választotta. 1933-ban végzett a Színművészeti Akadémián. Pályáját Pozsonyban, Kaposvárott kezdte. Színészi fejlődésében meghatározó volt a Horváth Árpád igazgatósága idején, 1937-től Debrecenben töltött időszak.
1939-től a második zsidótörvény következtében hivatásos társulatnak nem lehetett tagja. Éveken át csak a Goldmark Színházban szerepelhetett az OMIKE Művészakciójában és csak zsidó közönség előtt. 1940-ben feleségül vette Simon Zsuzsa színésznőt, aki zsidó származása miatt szintén a „száműzöttek” társulatában, illetve az OMIKE Művészakciójában játszhatott, rendezhetett. 1945-ben, a háború után, együtt mentek Nagyváradra, ahol Simon Zsuzsa a Magyar Színház igazgatója, Mányai Lajos színésze lett. Sok darabban közösen játszottak. Honvágya miatt 1947-ben feleségével visszatért Budapestre. Mányait a Nemzeti Színház szerződtette. 1949-ben született leánya, Mányai Zsuzsa. 1950-től a Magyar Néphadsereg Színháza tagja volt, de 1954-ben visszatért a Nemzetibe, s haláláig itt játszott. Utolsó éveiben gyakran szerepelt a Vidám Színpadon is.
1953-ban kapott Jászai Mari-díjat. 1960-ban érdemes művész címmel tüntették ki. A színpadon kitűnt jellemábrázoló erejével és szatirizáló humorával. Leghíresebb szerepei Biedermann (Max Frisch: Biedermann és a gyújtogatók) és Szabó igazgató (Gádor Béla: Lyuk az életrajzon) voltak. A magánéletben „bohém” társasági ember volt, sok cigarettát és kávét fogyasztott, ami szívbetegsége mellett korai halálát okozhatta.

## Színpadi szerepei
- Chrysalde (Molière: Nők iskolája)
- Szabó igazgató (Gádor Béla: Lyuk az életrajzon)
- Biedermann (Max Frisch: Biedermann és a gyújtogatók)
- Sir Crofts (G. B. Shaw: Warrenné mestersége)
- Burgess (G. B. Shaw: Candida)
- Baptista (Shakespeare: A makrancos hölgy)
- Lord Hastings (Shakespeare: III. Richard)
- Pantalone (Goldoni: Két úr szolgája)
- Jourdain (Molière: Úrhatnám polgár)
- Orgon (Molière: Tartuffe)
- Gessler (Schiller: Tell Vilmos)
- Maculano páter (Németh László: Galilei)
- Lenin (Gorbatov: Az apák ifjúsága)

## Filmjei

### Játékfilmek
- Talpalatnyi föld (1948)
- Szabóné (1949)
- Ludas Matyi (1949)
- Dalolva szép az élet (1950)
- Gyarmat a föld alatt (1951)
- Teljes gőzzel (1951)
- Civil a pályán (1952)
- Erkel (1952)
- A harag napja (1953)
- Állami Áruház (1953)
- Föltámadott a tenger (1953)
- Fel a fejjel (1954)
- Dollárpapa (1956)
- Az élet hídja (1956)
- A csodacsatár (1956)
- Éjfélkor (1957)
- Két vallomás (1957)
- A nagyrozsdási eset (1957)
- Micsoda éjszaka! (1958)
- Férjhez menni tilos (1964)

### Tévéfilmek
- Tanya a viharban (1958)
- Ne éljek, ha nem igaz! (1962)
- Gömböc (1962)
- Vízivárosi nyár (1964)

## Hangjátékok
- Török Tamás: Őrszem a sátor előtt (1948)
- Fischer, Ernst: Megtalált ifjúság (1952)
- Konsztantin Szimonov: Idegen árnyék (1952)
- Vészi Endre: A vashuta emberei (1952)
- Gergely Sándor: Vitézek és hősök (1955)
- Kun Imre: És elmentek hozzá az emberek... (1958)
- Molnár Ferenc: Egy, kettő, három (1958)
- Zola, Emile: Tisztes úriház (1959)
- Csehov, Anton Pavlovics: Fölfelé a létrán (1960)
- Fésűs Éva: A kíváncsi királykisasszony (1962)
- Flesarowa-Muskat, Stanislawa: Menekülés (1962)
- Vészi Endre: A Piros Oroszlán (1962) .... kocsmáros
- Molnár Ferenc: Liliom (1962)
- Balássy László: Dal a folyó felett (1963)
- Bokor Péter: Elloptak egy Nobel-díjat (1965)